# Крістофер Крістінссон
Крістофер Інгі Крістінссон (ісл. Kristófer Ingi Kristinsson, нар. 7 квітня 1999, Гардабайр, Ісландія) — ісландський футболіст, нападник данського клубу «Сеннер'юск».

## Клубна кар'єра
Крістофер Крістінссон народився у місті Гардабайр і є вихованцем місцевого клубу «Стьярнан». З 2015 року він почав залучатися до першої команди але в основі так і не зіграв жодного матчу. А влітку 2017 року він перейшов до нідерландського клубу «Віллем II», у складі якого і дебютував у Ередивізі.
У 2019 році футболіст приєднався до клубу французької Ліги 2 «Гренобль». Але в чемпіонаті Франції Крістофер провів лише шість поєдинків, а з 2020 року грав в оренді у дублі нідерландського ПСВ «Йонг ПСВ» у турнірі Еерстедивізі.
В літнє трансферне вікно 2021 року як вільний агент Крістофер перебрався до Данії, де підписав контракт з клубом Суперліги «Сеннер'юск».

## Збірна
З 2015 року Крістофер Крістінссон захищав кольори юнацьких та молодіжної збірних Ісландії.

## Титули і досягнення
- Володар Кубка ісландської ліги (1):

«Брєйдаблік»: 2024
- Чемпіон Ісландії (1):

«Брєйдаблік»: 2024
- Володар Суперкубка Ісландії (1):

«Брєйдаблік»: 2025